# (467010) 2016 CQ120
(467010) 2016 CQ120 es un asteroide perteneciente al cinturón de asteroides, descubierto el 25 de octubre de 2009 por el equipo del Mount Lemmon Survey desde el Observatorio del Monte Lemmon, Arizona, Estados Unidos.

## Designación y nombre
Designado provisionalmente como 2016 CQ120.

## Características orbitales
2016 CQ120 está situado a una distancia media del Sol de 2,875 ua, pudiendo alejarse hasta 3,362 ua y acercarse hasta 2,388 ua. Su excentricidad es 0,169 y la inclinación orbital 7,388 grados. Emplea 1780,89 días en completar una órbita alrededor del Sol.

## Características físicas
La magnitud absoluta de 2016 CQ120 es 16,5.